# Poireau
« Poireau » et « Poireaux » redirigent ici. Pour les autres significations, voir Poireau (homonymie).
Pour les articles ayant des titres homophones, voir Poirot et Poiraud.
Allium ampeloprasum var. porrum
Espèce
Classification APG III (2009)
Le poireau cultivé (Allium ampeloprasum var. porrum, anciennement Allium porrum) est une variété d'une espèce de plantes à fleurs herbacées vivaces largement cultivée comme plante potagère pour ses feuilles (pseudo-tiges) consommées comme légumes.
Issu de la domestication du poireau perpétuel (Allium ampeloprasum) et sélectionné pour son feuillage, il appartient à la famille des Amaryllidacées (précédemment famille des Liliacées puis des Alliacées).

## Description

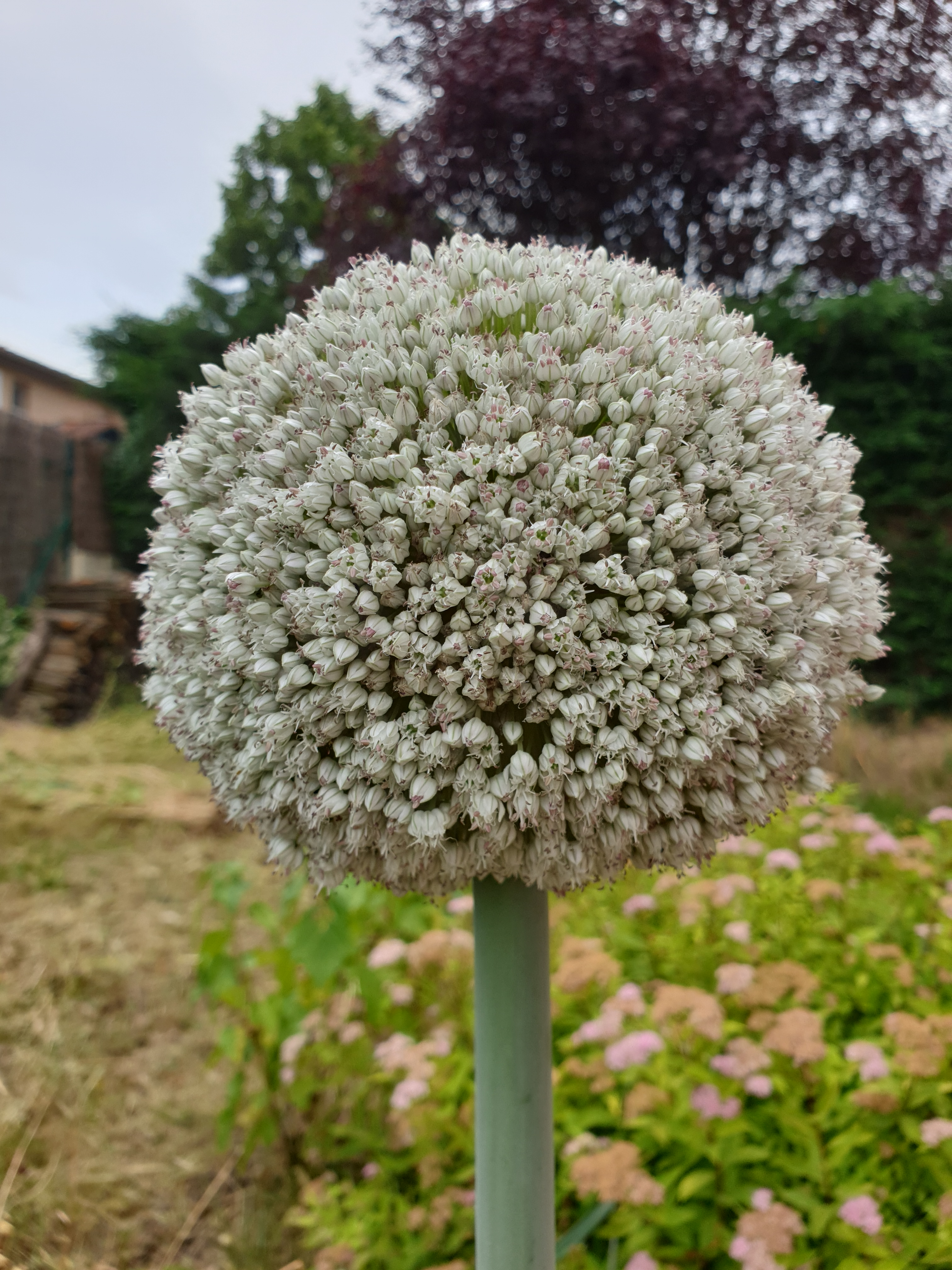
Inflorescence de poireau.

Le poireau a de longues feuilles engainantes, opposées, plates, vert sombre ou vert jaunâtre, plus ou moins larges. La base des feuilles emboîtées forme une pseudo-tige appelée « fût » dont la partie enterrée est blanche et la plus appréciée. Les fleurs, blanc verdâtre, apparaissent groupées en ombelle au sommet d'une tige florale dressée, la deuxième année.

## Origine et distribution
Cette espèce est possiblement originaire d'Europe ou du Moyen-Orient où il pourrait avoir été domestiqué. Elle est largement cultivée dans toutes les zones tempérées.

## Histoire

### Antiquité
Le poireau est un légume très anciennement connu. En effet, il était cultivé en Égypte au IIIe millénaire av. J.-C.; en Mésopotamie, il fait partie des ingrédients figurant dans la plus vieille recette de cuisine qui soit parvenue à l'époque contemporaine. L'Ancien Testament le mentionne également brièvement dans l'exode hors d'Égypte. Par la suite, Hippocrate en parle comme d'un des légumes les plus cultivés de Grèce et dans la Rome antique, il est tenu en haute estime: l'empereur romain Néron est surnommé le « porrophage » car il en consomme de grandes quantités pour s'éclaircir la voix,,,.

### Moyen Âge
A l'époque carolingienne, cette plante figure parmi les plantes potagères recommandées dans le capitulaire De Villis. Au XIIe siècle, Platearius déconseille sa consommation, et Hildegarde de Bingen lui attribue comme effet de diminuer la vigueur sexuelle. En France au XVe siècle, il fait partie de l'alimentation de base des paysans, quoique à un degré moindre que le chou ou l'oignon.

## Culture
Cette plante préfère un sol frais, profond et riche en humus. Elle est très rustique et supporte bien le froid de l'hiver.
La multiplication se fait en deux temps :
- semis en pépinière en février-mars ou en place en avril-mai.
- repiquage des jeunes plants  lorsque les tiges ont la taille d'un crayon après les avoir « habillés » (c'est-à-dire avoir raccourci les feuilles et les racines). Un repiquage profond favorise la longueur du fût.

La récolte intervient de 5 à 7 mois après la plantation. On pratique le buttage pour augmenter la longueur de la partie blanche. Les poireaux peuvent se conserver en terre, ou en jauge abritée pour pouvoir les récolter par grands froids. Chez les maraîchers spécialisés, la récolte est mécanisée.
S'établit à partir de septembre.

## Principales variétés cultivées
Près de 190 variétés sont inscrites au Catalogue européen des espèces et variétés, 26 variétés sont inscrites au Catalogue officiel français en 2014. Parmi les principales variétés cultivées actuellement en France on trouve :
- Armor
- Azur
- Bleu de Solaize
- Bleu d'hiver 2
- De Liège
- D'hiver de Saint Victor
- Electra
- Erwin
- Furor
- Géant précoce
- Greco
- Gros long d'été 2
- Jaune gros du Poitou
- Malabare
- Monstrueux de Carentan 2
- Monstrueux d'Elbeuf
- Népal
- Réal
- Révil
- et  Leblond (variété de conservation, sélectionnée vers 1940, cultivé dans le Marais audomarois, conservé avec le CRRG)[7]

## Ennemis du poireau
Les parasites les plus courants sont :
- la teigne du poireau (Acrolepiopsis assectella) dont la chenille est souvent nommée ver du poireau, parasite le plus fréquent. Pour l'éviter, mettre de préférence un voile anti-insecte ou traiter les parties aériennes avec des produits à base de Bacillus thuringiensis[8].
- la mouche de l'oignon (Delia antiqua, famille des Anthomyiidae).
- la mouche mineuse du poireau (Napomyza gymnoostoma), qui est une espèce invasive apparue en Europe, probablement favorisée par les cultures intensives et les échanges commerciaux. Elle est signalée en France depuis 2003, d'abord en Alsace puis en Bourgogne et en Île-de-France, parfois nommée Phytomyza gymnostoma[9]. La protection la plus efficace est la mise en place d'un voile anti-insecte[10].
- une autre mineuse semble en extension, dont en France depuis 2006 où elle a été découverte dans le département de la Manche ; c'est Liriomyza nietkei, génératrice de moins de dégâts que la Phytomyza[9].
- Le Thrips (Thysanoptera) provoque des dommages d'ordre esthétique rendant la marchandise invendable (points noirs sur les feuilles)[11]

La principale maladie cryptogamique est la rouille du poireau qui provoque l’apparition de petits points de rouille dus à plusieurs espèces du genre Puccinia. Elle se développe lorsque le feuillage est humide, le choix de variétés résistantes, la rotation des cultures sont les meilleures façons de s'en prémunir.

## Utilisation
Les poireaux, dont le goût est intermédiaire entre ceux de l'oignon et de l'asperge, se consomment cuits. On peut les manger froids en vinaigrette, mais ils entrent le plus souvent dans la préparation de plats chauds : tartes (flamiche par exemple), quiches, gratins, potages, pot-au-feu, potées, fondue, soupe...
Le poireau entre aussi sous forme déshydratée dans les potages industriels.

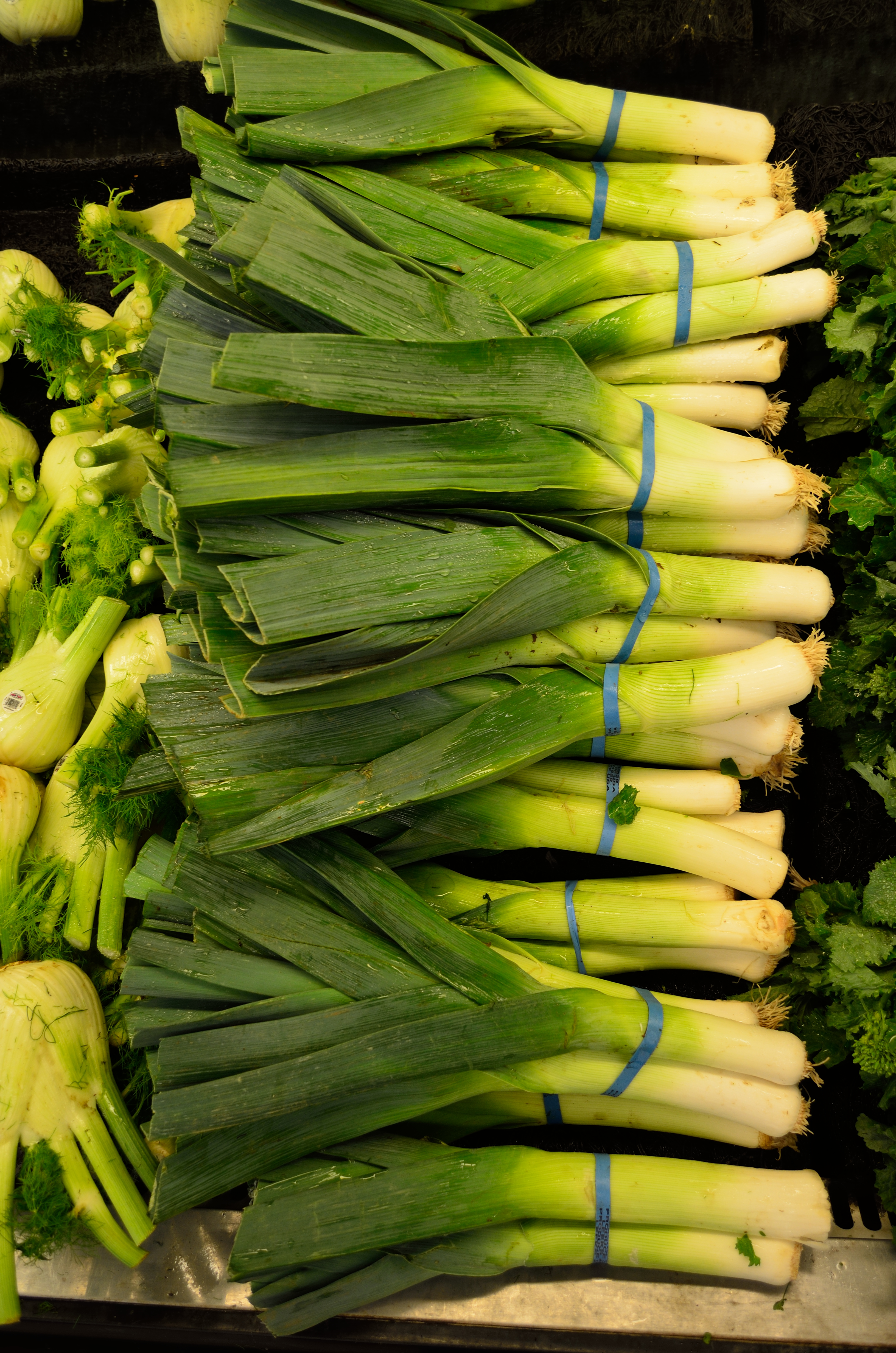
Bottes de poireaux.
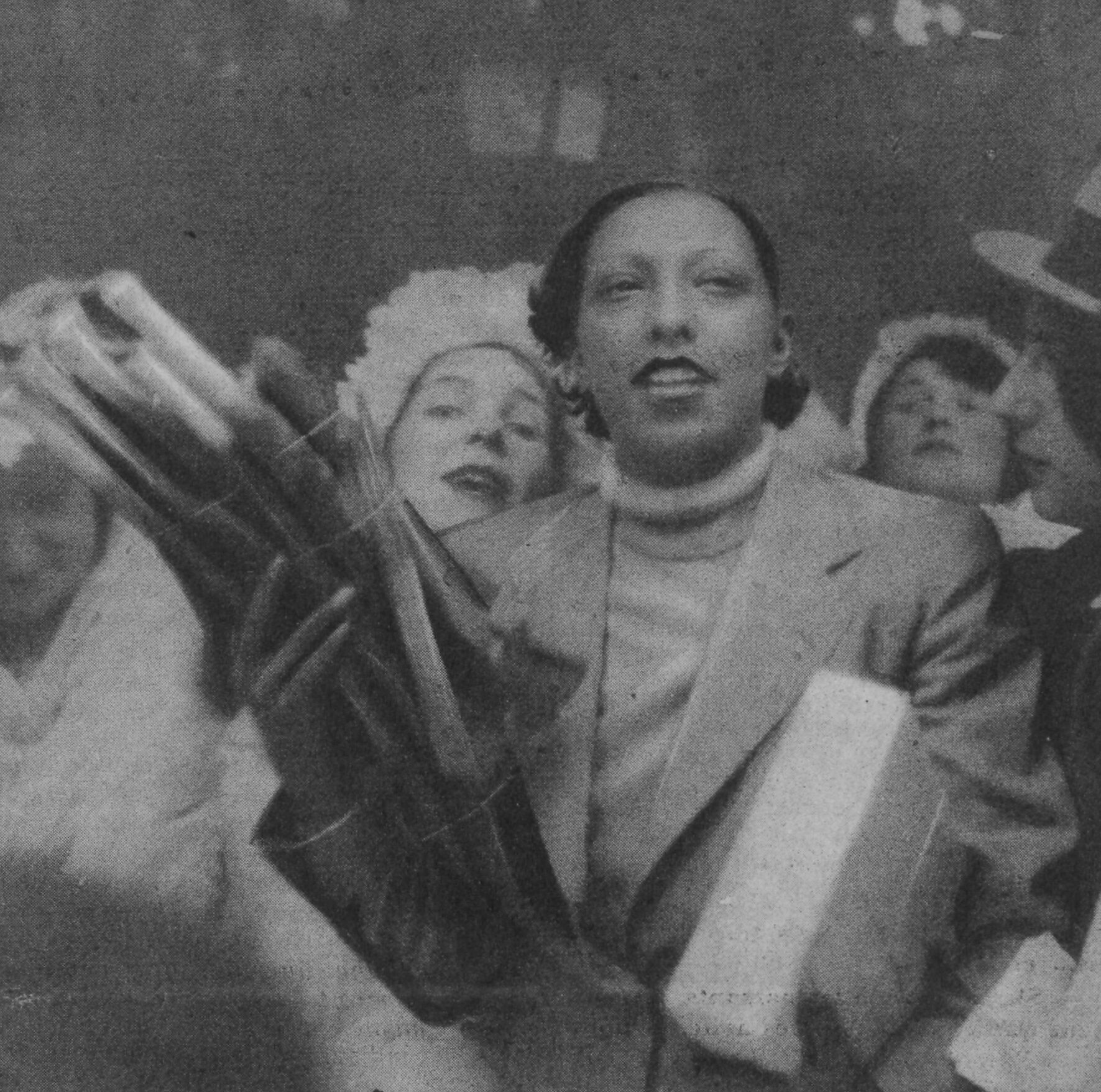
Joséphine Baker tenant des poireaux lors d'une distribution de pot-au-feu en 1935. Le poireau peut faire partie de ce plat.

## Aspects économiques
La production mondiale de poireaux s'élevait à 2 236 771 tonnes en 2014, le premier producteur étant l'Indonésie avec près de 520 000 tonnes annuelles, suivie de la Turquie (223 000 t) et la Belgique (190 000 t).
En 2017 la production française est de 158 273 tonnes. La surface cultivée est de 4 955 hectares, soit un rendement de 31,9 tonnes à l'hectare. Les principaux départements producteurs sont la Manche, la  Loire-Atlantique, le Loir-et-Cher, le Nord, l'Ain Le commerce extérieur est déficitaire : 16 325  tonnes produites sont exportées mais 24 271 tonnes sont importées.

## Synonymes
- Allium ampeloprasum var. porrum (L.) J.Gay
- Allium laetum Salisb.
- Porrum commune Rchb.
- Porrum sativum Mill.

## Aspect culturel

### Symbolique
- Le poireau est une des deux plantes emblèmes du pays de Galles (l'autre est le narcisse).
- Le « porais » est le symbole du carnaval de Tilff, un village situé près de Liège, en Belgique. La figure principale du carnaval est « D'Jôsef Li R'Pikeû » (« Joseph le repiqueur »)[15].

### Poireau dans le langage courant
- Faire le poireau, c'est attendre (on dit aussi « poireauter »), en restant planté comme un poireau.
- Le poireau, c'est aussi la décoration du Mérite agricole dans le langage familier.
- Le poireau est également un terme argotique pour désigner le pénis.
- Un poireau désigne également, dans le langage populaire, un bouton cutané sur le visage et plus particulièrement une verrue faciale surmontée de poils, lesquels rappelleraient les radicelles frisotés du légume qui apparaissent lorsqu'on arrache celui-ci de terre.
- Le « poireau » désigne également un général dans le langage courant de l'armée française, car il a la tête blanche, mais il est encore vert.
- Le terme "poireau" est parfois abusivement utilisé pour désigner d'autres espèces de plantes du genre Alium. Dans les traductions de productions japonaises, le terme negi (葱) désignant la ciboule (Allium fistulosum), utilisé en tant que condiment, est souvent traduit par ce terme "poireau".